# Topkapi (film)
Topkapi (1964) je film ameriškega režiserja Julesa Dassina. Film je nastal na podlagi novele Erica Amblerja The Light of Day (1962), katero je Monja Danischewsky adaptirala in uporabila za scenarij filma Topkapi.
Film govori o skupini tatov, ki načrtujejo krajo imenitnega otomanskega bodala, okrašenega z diamanti, ki se nahaja v Topkapi muzeju v Istanbulu.
V glavnih vlogah so zaigrali Melina Merkouri, Peter Ustinov, Maximilian Schell, in drugi.
Glasbo v filmu je komponiral grški skladatelj Manos Hadjidakis.
Film pripada t. i. žanru roparskih filmov.